# Dios y Federación

Stemma del Venezuela nel 1911, nel quale si trovava scritto il motto, nel nastro inferiore, Dios y Federación (Dio e Federazione).

La frase Dios y Federación (in italiano: "Dio e Federazione") è il motto nazionale del Venezuela. In origine era il grido di battaglia dei ribelli federalisti durante la guerra federale, e fu incorporata nello stemma nazionale al termine del conflitto.

## Storia
La frase Dios y Federación fu impiegata per la prima volta dai riformisti che si rivoltarono contro il governo di José María Vargas durante la rivoluzione delle riforme, nel 1835, anche se il suo uso si sarebbe poi generalizzato quando fu impiegata dai federalisti nel corso della Guerra Federale.
Secondo alcune versioni storiche, agli inizi del conflitto, il generale Ezequiel Zamora trovò nelle pianure di Barinas due avventurieri di origine francese, chiamati Napoleon Avril y Charles Henri Morton de Kératry, che fuggivano dalla Francia dopo la caduta della Seconda Repubblica, e che erano già passati per Messico e Colombia Avril e Kératry si unirono alle truppe di Zamora, e insieme ad altri consiglieri presenti nelle vicinanze, sostituirono l'iscrizione "Soy de usted atento servidor" (sono un suo attento servo), presente nei comunicati interni dei ribelli, con il motto della Rivoluzione francese:  Libertad, Igualdad y Fraternidad. Ciò nonostante, Morton de Kératry la modificò ancora una volta, usando al suo posto la formula Dios y Federación. La nuova frase divenne presto molto popolare, emblema dei ribelli liberali.
In tempi recenti Estanislao Rendón è stato indicato come l'autore della frase.
La firma del Trattato di Coche nell'aprile del 1863 significò il trionfo del bando liberale e il suo accesso al potere. Il 29 di luglio dello stesso anno, il general Juan Crisóstomo Falcón fece alcune modifiche allo stemma ufficiale del 1836, rimpiazzando Libertad con Dios y Federación. Divenuto motto nazionale del Venezuela, sarebbe poi rimasto nello stemma con piccole variazioni, fino a quando, con il decreto del 15 luglio 1930, venne inserita al suo posto l'iscrizione E.E.U.U. de Venezuela (Estados Unidos de Venezuela).

## Usi successivi
Anche se non ufficiale, l'espressione fu usata come motto nazionale anche dopo la sua soppressione. Comunemente era usato come apoftegma di lettere e altri comunicati istituzionali, così come in manifesti, editti e documenti legali.
Per alcuni opinionisti venezuelani, il significato attuale della frase al giorno d'oggi, più che del trionfo di una fazione politica sopra un'altra, è quello della prevalenza di un sistema federale in contrapposizione a un centralismo autoritario, e che riassume lo spirito di decentralizzazione sviluppatosi durante gli anni della democrazia venezuelana.
Nell'attualità il motto si può leggere nello stemma dello stato di Barinas, e fino al 3 agosto 2006, nella bandiera dello Stato di Falcón, dove è il motto delle suddivisioni politiche.
Il motto è anche usato nei documenti ufficiali del Potere giudiziario (Poder Judicial) del Tribunal Supremo de Justicia de Venezuela.